# Toshio Matsumoto
Toshio Matsumoto (jap. 松本 俊夫 Matsumoto Toshio; ur. 25 marca 1932 w Nagoi, zm. 12 kwietnia 2017 w Tokio) – japoński reżyser i scenarzysta filmowy. Przedstawiciel japońskiej Nowej Fali. 

## Życiorys
Urodził się 25 marca 1932 w mieście Nagoja, w prefekturze Aichi. W 1955 ukończył studia na Uniwersytecie Tokijskim. Tego samego roku zrealizował swój pierwszy film krótkometrażowy pt. Ginrin. Za jego najsłynniejsze dzieło uznaje się Żałobną paradę róż (Bara no sôretsu). Film jest luźno inspirowany mitem o Edypie i opowiada historię młodego transwestyty Eddiego. Twórczość Matsumoto charakteryzowała się mocno awangardowym i eksperymentalnym stylem. Podczas swojej kariery stworzył cztery filmy pełnometrażowe i czterdzieści krótkometrażowych dokumentów. Matsumoto był również profesorem i rektorem na Uniwersytecie Sztuki w Kioto (Kyoto University of the Arts.
Zmarł 12 kwietnia 2017 w Tokio, w wieku 85 lat.

## Filmografia

### Filmy pełnometrażowe
- Żałobna parada róż (Bara no sôretsu, 1969)
- Demony (Shura, 1971)
- Juuroku-sai no Sensou (1973)
- Dogura Magura (1988)